# Deathmarched
Deathmarched war eine finnische Death-Metal-Band aus Seinäjoki, die 2009 gegründet wurde und sich 2014 auflöste.

## Geschichte
Die Band wurde 2009 als Trio gegründet und entstand aus dem Zerfall der Bands Putrid und God Forsaken. Daraufhin begann die Gruppe mit dem Schreiben der ersten Lieder sowie mit den ersten Proben, nachdem ein geeigneter Proberaum gefunden worden war. Als Esa Pennala als Bassist zur Besetzung gekommen war, waren die ersten Auftritte möglich. In den Soundwall Studios in Seinäjoki und in den Posti Studios in Helsinki wurden mit dem Produzenten Panu Posti zehn Lieder für ein Debütalbum aufgenommen. Posti übernahm im März und April 2012 auch das Abmischen und Mastern der Songs. Das Album erschien noch im selben Jahr unter dem Namen Spearhead of Iron bei Violent Journey Records. Im Juni 2014 löste sich die Band auf.

## Stil
Laut Lior „Steinmetal“ Stein von metal-temple.com handelt Spearhead of Iron von der Brutalität und der Zerstörung des Zweiten Weltkriegs. Auf dem Album spiele die Gruppe Old-School-Death-Metal, mit leichten Einflüssen aus dem Doom Metal der späten 1980er- und frühen 1990er-Jahre. Zudem könne man Einflüsse von Motörhead, Venom, Bolt Thrower, Asphyx und frühen Sodom heraushören. Die Songs seien einfach strukturiert und nur wenig melodisch. Der Gesang erinnere an Martin van Drunen und Tom Angelripper, während die Lead-Gitarre stark nach späten Slayer klinge. Auch Matt Coe von eternal-terror.com bezeichnete das Album als traditionellen Death Metal im Stil von Death, Asphyx, Bolt Thrower und etwas Celtic Frost. Die Geschwindigkeit liege meist im mittleren Bereich, während der Gesang aus tiefem Growling bestehe.

## Diskografie
- 2012: Open Fire! (Demo, Eigenveröffentlichung)
- 2012: Spearhead of Iron (Album, Violent Journey Records)